# Reincarnated
Reincarnated è l'undicesimo album in studio del rapper statunitense Snoop Dogg, pubblicato il 23 aprile 2013 dalla Doggy Style Records.

## Descrizione
Si tratta dell'unico album che l'artista registra con il nome di Snoop Lion e il genere è reggae. Snoop ha tenuto il suo primo concerto sotto il suo nuovo nome a Toronto nel 2012 dove oltre alle sue classiche canzoni ha eseguito anche la prima canzone di questo album chiamata La La La. Egli con la pubblicazione di questo album cambia radicalmente il suo vecchio stile che gli conferiva un'immagine di "gangster" e uno dei massimi esponenti del G-funk tramutandosi in un uomo completamente nuovo come chiaramente dimostra il titolo.

## Tracce
1. Rebel Way – 4:44
2. Here Comes the King (featuring Angela Hunte) – 3:24
3. Lighters Up (featuring Mavado & Popcaan) – 3:46
4. So Long (featuring Angela Hunte) – 3:40
5. Get Away (featuring Angela Hunte) – 3:27
6. No Guns Allowed (featuring Drake & Cori B) – 3:31
7. Fruit Juice (featuring Mr. Vegas) – 2:37
8. Smoke the Weed (featuring Collie Budz) – 3:28
9. Tired of Running (featuring Akon) – 4:10
10. The Good Good (featuring IZA) – 3:54
11. Torn Apart (featuring Rita Ora) – 3:30
12. Ashtrays and Heartbreaks (featuring Miley Cyrus) – 4:06

Tracce bonus nell'edizione deluxe
1. Boulevard (featuring Jahdan Blakkamoore) – 3:12
2. Remedy (featuring Busta Rhymes & Chris Brown) – 3:00
3. La La La – 3:27
4. Harder Times (featuring Jahdan Blakkamoore) – 3:33

Tracce bonus nell'edizione giapponese
1. No Regrets (featuring T.I. & Amber Coffman)

## Classifiche
| Classifica (2013)         | Posizione massima |
| ------------------------- | ----------------- |
| Australia                 | 23                |
| Austria                   | 12                |
| Belgio (Fiandre)          | 45                |
| Belgio (Vallonia)         | 126               |
| Canada                    | 14                |
| Francia                   | 56                |
| Germania                  | 20                |
| Irlanda                   | 100               |
| Italia                    | 89                |
| Nuova Zelanda             | 31                |
| Paesi Bassi               | 75                |
| Regno Unito               | 34                |
| Regno Unito (download)    | 27                |
| Regno Unito (physical)    | 71                |
| Regno Unito (R&B)         | 4                 |
| Scozia                    | 58                |
| Stati Uniti               | 16                |
| Stati Uniti (digital)     | 11                |
| Stati Uniti (independent) | 3                 |
| Stati Uniti (reggae)      | 1                 |
| Stati Uniti (tastemaker)  | 11                |
| Spagna                    | 90                |
| Svizzera                  | 13                |